# Třída Hrabri (1927)
Třída Hrabri byla třída ponorek jugoslávského královského námořnictva. Jednalo se o modifikaci britské třídy L. Za druhé světové války byla jedna ponorka ukořistěna Itálií a sešrotována, druhá během války operovala v exilovém námořnictvu a později až do roku 1958 v jugoslávském námořnictvu.

## Pozadí vzniku
Celkem byly ve Velké Británii postaveny dvě ponorky této třídy, pojmenované Hrabri a Nebojsa. Na vodu byly spuštěny v roce 1927.

## Konstrukce
Výzbroj tvořilo šest 533 mm torpédometů (čtyři příďové a dva záďové), dva 102mm kanóny a jeden 7,62 mm protiletadlový kulomet. Pohonný systém tvořily dva diesely a dva elektromotory. Nejvyšší rychlost dosahovala 15,7 uzlu na hladině a 10 uzlů pod hladinou.

## Operační služba
Po okupaci Jugoslávie v dubnu 1941 byla ponorka Hrabri ukořistěna Itálií a roku 1941 sešrotována. Ponorce Nebojsa se podařilo uniknout do Alexandrie a pokračovat ve službě až do konce války. Po válce byla ponorka zařazena do jugoslávského námořnictva, kde sloužila pod jménem Tatra (dle některých pramenů Tara). Vyřazena byla roku 1958.